# آوولبوداله
آوولبوداله (به لاتین: Awulbodale) یک منطقهٔ مسکونی در سری‌لانکا است که در استان مرکزی (سری‌لانکا) واقع شده‌است.